# دانيال هاجرمان
دانيال هاجرمان هو سياسي كندي، ولد في 1794، وتوفي في 30 يونيو 1821.